# Pselliophora isshikii
Pselliophora isshikii là một loài ruồi trong họ Ruồi hạc (Tipulidae). Chúng phân bố ở miền Cổ bắc.